# Улугбек (посёлок)
Улугбек (узб. Ulugʻbek / Улуғбек) — посёлок в Мирзо-Улугбекском районе города Ташкента, анклав на территории Ташкентской области Узбекистана.

## География
Улугбек находится в 14 км к северо-востоку от города Ташкент. Посёлок является жилым городком ИЯФ АН РУз

## История
Возник как жилой поселок при Институте ядерной физики Академии наук Узбекской ССР. Указом Президиума Верховного Совета Узбекской ССР от 27 января 1961 года удовлетворено ходатайство исполкома Ташкентского областного Совета депутатов трудящихся об отнесении поселка к категории поселков городского типа с присвоением наименования Улугбек.
На территории посёлка имеются две общеобразовательные школы, три детских сада, бассейн, дом культуры, кинотеатр, парк, стадион.

## Население
| 1970 | 1979 | 1989 |
| ---- | ---- | ---- |
| 5938 | 4878 | 6480 |